# Azzaman al-jamil
 (janvier 2023).
Azzaman al-jamil (arabe : الزمن الجميل, en français "Belle Époque") est une expression arabe pour désigner une période révolue, généralement les années 1960-1970, qui serait plus heureuse que l'époque vécue actuellement.

## Dans la culture
Une émission télévisée émirati s'appelle Azzaman al jamil. Le concept de l'émission est de faire chanter à des artistes internationaux arabophones des classiques de la chanson du monde arabe, ceci dans le cadre d'un concours. Le jury est quant à lui aussi international. La première saison a été diffusée en 2019.